# Dubravka Ostojić
Dubravka Ostojić (Zagreb, 19. lipnja 1961.) je hrvatska filmska, televizijska i kazališna glumica.
Bila je u braku s Ivom Gregurevićem. U braku je s hrvatskim književnikom Ivanom Vidićem.

## Filmografija

### Televizijske uloge
- "Metropolitanci" kao Eleonora Slamar (2022.)
- "Novine" kao Vedrana Vilović (2018. – 2020.)
- "Zakon!" kao Đurđa (2009.)
- "Naša mala klinika" kao gđa. Menta (2008.)
- "Žutokljunac" kao Terezija (2005.)
- "Naša mala klinika" kao Sanja Grospić (2004. – 2007.)
- "Osvajanja Ljudevita Posavca" (2004.)
- "Naša kućica, naša slobodica" (1999.)
- "Obiteljska stvar" kao Maja Cvitan (1998.)
- "Luka" kao medicinska sestra (1992.)
- "Smogovci" kao Bongova učiteljica (1991.; 1996.)
- "Brisani prostor" kao Salova žena (1985.)

### Filmske uloge
- "Čovjek koji je živio kazalište – Marin Carić" kao gošća dokumentarca (2011.)
- "Ispod crte" kao Ruža (2003.)
- "Holding" kao Biba (2001.)
- "Tri muškarca Melite Žganjer" kao Beba (1998.)
- "Novogodišnja pljačka" kao djelatnica u pošti (1997.)
- "Anđele moj dragi" kao Ika (1995.)
- "Kontesa Dora" (1993.)
- "Rimski dan" kao Livija (1987.)
- "Za sreću je potrebno troje" kao Nina Korbar (1985.)
- "To nije moj život, to je samo privremeno" (1985.)

## Vanjske poveznice
- Dubravka Ostojić u internetskoj bazi filmova IMDb-u (engl.)
- Stranica na Komedija.hr